# Kangwŏn-do
Kangwŏn-do ist eine Provinz in Nordkorea. Sie liegt im Südosten Nordkoreas, die Hauptstadt ist Wŏnsan.

## Geographie
Kangwŏn-do bildet den kleineren Teil der heute durch die Demilitarisierte Zone geteilten früheren Provinz Gangwon-do. Gangwon-do ist auch der Name der südlich der DMZ gelegenen Provinz Südkoreas. Die Provinz grenzt außerdem an Hwanghae-pukto im Westen, P’yŏngan-namdo und Hamgyŏng-namdo im Nordwesten und Norden und im Osten an das Japanische Meer. Im Südosten liegt die separat verwaltete Touristenregion Kŭmgang-san.

## Verwaltungsgliederung
Die Provinz Kangwŏn-do in Nordkorea gliedert sich in zwei Städte und 15 Landkreise. 2002 löste man Teile der Landkreise Kosŏng und Tongch'ŏn aus der Provinz Kangwŏn-do heraus und bildete daraus die Touristenregion Kŭmgang-san.

### Städte
- Munchŏn-shi (문천시; 文川市)
- Wŏnsan-shi (원산시; 元山市)

### Landkreise
- Anbyŏn-gun (안변군; 安邊郡)
- Ch'angdo-gun (창도군; 昌道郡)
- Ch'ŏrwŏn-gun (철원군; 鐵原郡; früher Anhyŏp-gun; nicht zu verwechseln mit dem gleichnamigen Landkreis Cheorwon-gun der Republik Korea)
- Ch'ŏnnae-gun (천내군; 川內郡)
- Hoeyang-gun (회양군; 淮陽郡)
- Ich'ŏn-gun (이천군; 伊川郡)
- Kimhwa-gun (김화군; 金化郡)
- Kosan-gun (고산군; 高山郡)
- Kosŏng-gun (고성군; 固城郡)
- Kŭmgang-gun (금강군; 金剛郡)
- P'an'gyo-gun (판교군; 板橋郡)
- Pŏptong-gun (법동군; 法洞郡)
- Pyŏnggang-gun (평강군; 平康郡)
- Sep'o-gun (세포군; 洗浦郡)
- T'ongch'ŏn-gun (통천군; 通川郡)